# Загай под Бочем
Загай под Бочем (на словенски: Zagaj pod Bočem) е село в Словения, Савински регион, община Рогашка Слатина. Според Националната статистическа служба на Република Словения през 2002 г. селото има 156 жители.